# 주나라의 군주 목록

## 주(周)

### 서백(西伯)
| 대수   | 별호        | 이름           |
| ------ | ----------- | -------------- |
| 제1대  | 후직 (后稷) | 기(棄)         |
| 제2대  | -           | 부줄(不窋)     |
| 제3대  | -           | 국(鞠)         |
| 제4대  | -           | 공유(公劉)     |
| 제5대  | -           | 경절(慶節)     |
| 제6대  | -           | 황복(皇僕)     |
| 제7대  | -           | 차불(差弗)     |
| 제8대  | -           | 훼유(毀隃)     |
| 제9대  | -           | 공비(公非)     |
| 제10대 | -           | 고어(高圉)     |
| 제11대 | -           | 아어(亞圉)     |
| 제12대 | 태공 (太公) | 공조(組紺諸盩) |
| 제13대 | 고공 (古公) | 단보(亶父)     |
| 제14대 | -           | 계력(季歷)     |
| 제15대 | -           | 창(昌)         |
| 제16대 | -           | 발(發)         |

### 서주(西周)
| 대수 | 시호                       | 이름        | 재위기간                    |
| --- | -------------------------- | ----------- | --------------------------- |
| - | 태공 (太公) (주 무왕 추숭) | 공조 (公祖) | -                           |
| - | 태왕 (太王) (주 무왕 추숭) | 단보 (亶父) | -                           |
| - | 왕계 (王季) (주 무왕 추숭) | 계력 (季歷) | -                           |
| - | 문왕 (文王) (주 무왕 추숭) | 창 (昌)     | -                           |
| 제1대 | 무왕 (武王)                | 발 (發)     | -                           |
| 제2대 | 성왕 (成王)                | 송 (誦)     | -                           |
| 제3대 | 강왕 (康王)                | 소 (釗)     | -                           |
| 제4대 | 소왕 (昭王)                | 하 (瑕)     | -                           |
| 제5대 | 목왕 (穆王)                | 만 (滿)     | -                           |
| 제6대 | 공왕 (共王)                | 예호 (繄扈) | -                           |
| 제7대 | 의왕 (懿王)                | 간 (囏)     | -                           |
| 제8대 | 효왕 (孝王)                | 벽방 (辟方) | -                           |
| 제9대 | 이왕 (夷王)                | 섭 (燮)     | -                           |
| 제10대 | 여왕 (厲王)                | 호 (胡)     | -                           |
| 공화 (共和) | 공화 (共和)                | 공화 (共和) | 기원전 841년 ~ 기원전 828년 |
| 제11대 | 선왕 (宣王)                | 정 (靜)     | 기원전 827년 ~ 기원전 782년 |
| 제12대 | 유왕 (幽王)                | 궁생 (宮涅) | 기원전 781년 ~ 기원전 771년 |
| 비고: 주나라의 역대 군주들의 성은 희(姬), 씨는 주(周)이나 당시에는 성씨와 이름을 같이 표기하는 성명의 개념이 아직 확립되지 않았다. |                            |             |                             |

### 동주(東周)
| 대수 | 시호               | 성명        | 재위기간                    |
| --- | ------------------ | ----------- | --------------------------- |
| 제13대 | 평왕 (平王)        | 의구 (宜臼) | 기원전 771년 ~ 기원전 720년 |
| 비정통 | 휴왕 (攜王)        | 여신 (余臣) | 기원전 771년 ~ 기원전 750년 |
| 제14대 | 환왕 (桓王)        | 림 (林)     | 기원전 720년 ~ 기원전 697년 |
| 제15대 | 장왕 (莊王)        | 타 (佗)     | 기원전 697년 ~ 기원전 682년 |
| 제16대 | 희왕 (僖王)        | 호제 (胡齊) | 기원전 682년 ~ 기원전 677년 |
| 제17대 | 혜왕 (惠王)        | 랑 (閬)     | 기원전 677년 ~ 기원전 652년 |
| 비정통 | -                  | 퇴 (穨)     | 기원전 675년 ~ 기원전 673년 |
| 제18대 | 양왕 (襄王)        | 정 (鄭)     | 기원전 652년 ~ 기원전 619년 |
| 비정통 | - (감소공(甘昭公)) | 대 (帶)     | 기원전 636년 ~ 기원전 635년 |
| 제19대 | 경왕 (頃王)        | 임신 (壬臣) | 기원전 619년 ~ 기원전 613년 |
| 제20대 | 광왕 (匡王)        | 반 (班)     | 기원전 613년 ~ 기원전 607년 |
| 제21대 | 정왕 (定王)        | 유 (瑜)     | 기원전 607년 ~ 기원전 586년 |
| 제22대 | 간왕 (簡王)        | 이 (夷)     | 기원전 586년 ~ 기원전 572년 |
| 제23대 | 영왕 (靈王)        | 설심 (泄心) | 기원전 572년 ~ 기원전 545년 |
| 제24대 | 경왕 (景王)        | 귀 (貴)     | 기원전 545년 ~ 기원전 520년 |
| 제25대 | 도왕 (悼王)        | 맹 (猛)     | 기원전 520년                |
| 비정통 | - (서왕(西王))     | 조 (朝)     | 기원전 520년 ~ 기원전 516년 |
| 제26대 | 경왕 (敬王)        | 개 (丐)     | 기원전 520년 ~ 기원전 477년 |
| 제27대 | 원왕 (元王)        | 인 (仁)     | 기원전 477년 ~ 기원전 469년 |
| 제28대 | 정정왕 (貞定王)    | 개 (介)     | 기원전 469년 ~ 기원전 441년 |
| 제29대 | 애왕 (哀王)        | 거질 (去疾) | 기원전 441년                |
| 제30대 | 사왕 (思王)        | 숙습 (叔襲) | 기원전 441년                |
| 제31대 | 고왕 (考王)        | 외 (嵬)     | 기원전 441년 ~ 기원전 426년 |
| 제32대 | 위열왕 (威烈王)    | 오 (午)     | 기원전 426년 ~ 기원전 402년 |
| 제33대 | 안왕 (安王)        | 교 (驕)     | 기원전 402년 ~ 기원전 376년 |
| 제34대 | 열왕 (烈王)        | 희 (喜)     | 기원전 376년 ~ 기원전 369년 |
| 제35대 | 현왕 (顯王)        | 편 (扁)     | 기원전 369년 ~ 기원전 321년 |
| 제36대 | 신정왕 (愼靚王)    | 정 (定)     | 기원전 321년 ~ 기원전 315년 |
| 제37대 | 난왕 (赧王)        | 연 (延)     | 기원전 315년 ~ 기원전 256년 |
| 비고: 주나라의 역대 군주들의 성은 희(姬), 씨는 주(周)이나 당시에는 성씨와 이름을 같이 표기하는 성명의 개념이 아직 확립되지 않았다. |                    |             |                             |